# Stazione di Grugliasco
La stazione di Grugliasco è una fermata ferroviaria posta sulla linea del Frejus, a servizio dell'omonima città.

## Storia
La fermata fu inaugurata il 13 dicembre 2011.

## Strutture e impianti
La fermata è dotata dei soli 2 binari di corsa, serviti da due ampie banchine: l'1 è servito dai treni in direzione Torino-Porta Nuova e il 2 da quelli in direzione Susa/Bardonecchia.
Le banchine sono collegate da un grande sovrappasso pedonale in ferro, che costituisce anche un ulteriore ingresso alla fermata lato strada. Presso questa struttura si trovano la biglietteria automatica e le obliteratrici. Tale sovrappasso sarebbe accessile ai diversamente abili grazie alla presenza di percorsi tattili e di due ascensori non fruibili dal 2013 poiché non più a norma e quindi da ripristinare al 2020 secondo la normativa vigente. Gli ascensori dal 2017 sono stati murati a seguito di alcuni atti vandalici.

## Movimento
La stazione è servita da treni regionali in servizio sulla relazione denominata linea 3 del Servizio Ferroviario Metropolitano di Torino, operati da Trenitalia nell'ambito del contratto di servizio stipulato con la Regione Piemonte.
La fermata è complessivamente servita da 78 treni giornalieri con cadenza di 30 minuti in entrambe le direzioni.

## Servizi
La fermata offre i seguenti servizi:
- Biglietteria automatica